# シュガーローフ油田
シュガーローフ油田（シュガーローフゆでん、英語: Sugar Loaf field）は、ブラジルのサンパウロ海岸の沖合の大西洋上のサントス海盆 (Santos basin) にある油田。2007年に新しく発見された重要な油田の一つである。他にも2007年のトゥピ油田 (Tupi field)、2008年のジュピター油田 (en:Jupiter field) が相次いで発見された。シュガーローフ油田とカリオカ油田 (Carioca field) の規模や状況はまだ明らかにされていないが、250億～400億バレルと推測されている。